# Мадіна Бакбергенова
Мадіна Бакбергенова (каз. Мадина Бақбергенова; нар. 6 січня 1996, Алматинська область) — казахська борчиня вільного стилю, бронзова призерка чемпіонату Азії.

## Життєпис
Боротьбою почала займатися з 2010 року. У 2013 році стала бронзовою призеркою чемпіонату світу серед кадетів. Того ж року стала чемпіонкою Азії серед кадетів. У 2014 році завоювала бронзову медаль чемпіонату Азії серед юніорів. У 2016 році стала срібною призеркою чемпіонату Азії серед юніорів. У 2019 році здобула срібну нагороду чемпіонату Азії серед молоді та бронзову нагороду чемпіонату світу серед молоді.
Тренер — Бакбергенули Науханнур.

## Спортивні результати на міжнародних змаганнях

### Виступи на Чемпіонатах світу
| Змагання                        | Збірна    | Вагова категорія          | Місце |
| ------------------------------- | --------- | ------------------------- | ----- |
| Чемпіонат світу з боротьби 2015 | Казахстан | жіноча боротьба, до 60 кг | 15    |
| Чемпіонат світу з боротьби 2019 | Казахстан | жіноча боротьба, до 59 кг | 17    |
| Чемпіонат світу з боротьби 2022 | Казахстан | жіноча боротьба, до 68 кг | 17    |

### Виступи на Чемпіонатах Азії
| Змагання                       | Збірна    | Вагова категорія          | Місце  |
| ------------------------------ | --------- | ------------------------- | ------ |
| Чемпіонат Азії з боротьби 2016 | Казахстан | жіноча боротьба, до 60 кг | Бронза |
| Чемпіонат Азії з боротьби 2019 | Казахстан | жіноча боротьба, до 59 кг | 7      |
| Чемпіонат Азії з боротьби 2020 | Казахстан | жіноча боротьба, до 59 кг | Бронза |
| Чемпіонат Азії з боротьби 2022 | Казахстан | жіноча боротьба, до 68 кг | Золото |

### Виступи на інших змаганнях
| Змагання                                    | Збірна    | Вагова категорія          | Місце  |
| ------------------------------------------- | --------- | ------------------------- | ------ |
| Турнір Олександра Медведя 2015              | Казахстан | жіноча боротьба, до 60 кг | 8      |
| Кубок Президента Казахстану з боротьби 2015 | Казахстан | жіноча боротьба, до 60 кг | 4      |
| Гран-прі «Іван Яригін» 2016                 | Казахстан | жіноча боротьба, до 60 кг | 7      |
| Золотий Гран-прі з боротьби 2016            | Казахстан | жіноча боротьба, до 60 кг | 5      |
| Гран-прі Іспанії з боротьби 2018            | Казахстан | жіноча боротьба, до 59 кг | Срібло |
| Турнір міста Сассарі з боротьби 2019        | Казахстан | жіноча боротьба, до 59 кг | 6      |
| Відкритий чемпіонат Польщі з боротьби 2019  | Казахстан | жіноча боротьба, до 59 кг | Срібло |
| Гран-прі «Іван Яригін» 2020                 | Казахстан | жіноча боротьба, до 59 кг | Бронза |
| Турнір Яшара Догу 2022                      | Казахстан | жіноча боротьба, до 65 кг | 12     |
| Ісламські ігри солідарності 2022            | Казахстан | жіноча боротьба, до 68 кг | Срібло |

### Виступи на змаганнях молодших вікових груп
| Змагання                                      | Збірна    | Вагова категорія          | Місце  |
| --------------------------------------------- | --------- | ------------------------- | ------ |
| Чемпіонат світу з боротьби серед кадетів 2012 | Казахстан | жіноча боротьба, до 52 кг | 10     |
| Чемпіонат Азії з боротьби серед кадетів 2013  | Казахстан | жіноча боротьба, до 56 кг | Золото |
| Чемпіонат світу з боротьби серед кадетів 2013 | Казахстан | жіноча боротьба, до 56 кг | Бронза |
| Чемпіонат Азії з боротьби серед юніорів 2014  | Казахстан | жіноча боротьба, до 59 кг | Бронза |
| Чемпіонат світу з боротьби серед юніорів 2014 | Казахстан | жіноча боротьба, до 59 кг | 11     |
| Чемпіонат Азії з боротьби серед юніорів 2015  | Казахстан | жіноча боротьба, до 59 кг | 6      |
| Чемпіонат світу з боротьби серед юніорів 2015 | Казахстан | жіноча боротьба, до 59 кг | 14     |
| Чемпіонат Азії з боротьби серед юніорів 2016  | Казахстан | жіноча боротьба, до 59 кг | Срібло |
| Чемпіонат світу з боротьби серед юніорів 2016 | Казахстан | жіноча боротьба, до 59 кг | 5      |
| Чемпіонат світу з боротьби серед молоді 2018  | Казахстан | жіноча боротьба, до 59 кг | 8      |
| Чемпіонат Азії з боротьби серед молоді 2019   | Казахстан | жіноча боротьба, до 59 кг | Срібло |
| Чемпіонат світу з боротьби серед молоді 2019  | Казахстан | жіноча боротьба, до 65 кг | Бронза |